# Musa Gjylbegu
Musa Gjylbegu (nevének ejtése musa ɟylbɛɡu; Shkodra, 1904. szeptember 15. – Tirana, 1950. december 10.) albán statisztikus, politikus, 1943–1944-ben Albánia közmunkaügyi minisztere.

## Életútja
Az észak-albániai Shkodrában született. Itt végezte el alap- és középfokú iskoláit, majd 1927-ben Németországban agronómusi oklevelet szerzett. Hazatérését követően előbb vállalkozásba fogott, majd 1930-ban a nemzetgazdasági minisztérium statisztikai osztályának alkalmazottja lett. 1941-ben előléptették, osztályvezetőként irányította a statisztikai munkát, 1942-től pedig a Központi Statisztikai Igazgatóságon látott el osztályvezetői teendőket. 1943. október 1-jén az intézet főigazgatójává nevezték ki. Ezzel párhuzamosan 1943. október 5-étől 1944. augusztus 28-áig az egymást követő Mitrovica- és Dine-kormányok közmunkaügyi minisztere volt, valamint a nemzetgyűlésnek is képviselője lett.
A második világháborút követően 1946. október 21-én a kommunista államvezetés eltávolította állásából, majd letartóztatták, és 1947. május 19-én Salih Vuçitërnivel együtt életfogytiglani szabadságvesztést kapott. A vád ellene mindössze annyi volt, hogy I. Zogu uralkodása alatt, az 1930-as években a miniszteriális statisztikai osztály munkatársa volt. Tiranai börtönében halt meg 1950. december 10-én.